# Die Brückenbauer
Die Brückenbauer (auch kurz: Brückenbauer) waren ein Gospelchor, der aus der Jugendchorbewegung erwuchs und in den 1970er bis 1990er Jahren deutschlandweit aktiv war.
Der Chor wurde 1976 von Komponist Klaus Heizmann gegründet, nachdem dieser das Missionswerk Jugend für Christus als hauptamtlicher Musiker verlassen und damit auch die Leitung des Jugend-für-Christus-Chores abgegeben hatte. Das selbstbetitelte Debütalbum der Brückenbauer erschien 1981 bei Hänssler Music und entspricht stilistisch der Jugendchorbewegung. Mit zunehmendem Engagement Heizmanns für sein ebenfalls 1981 gegründetes Musisches Bildungszentrum St. Goar und der Einrichtung eines hauseigenen Studiochores übernahm 1983 Bertold Engel die Chorleitung der Brückenbauer. Unter seinem Dirigat entwickelte sich der Chor zu einer überregionalen Gospelformation mit Mitgliedern von Düsseldorf bis Zürich unterschiedlichster Konfessionen. Das Repertoire bestand dabei nicht lediglich aus Coverversionen amerikanischer Künstler, sondern vor allem aus eigenen sowohl englischen als auch deutschen Gospels von Bertold Engel. Bis in die 1990er Jahre trat der Chor mit diesem Konzept erfolgreich sowohl in Kirchen als auch Konzertsälen und Jazz-Clubs auf.

## Diskografie

### Alben
| Jahr | Titel            | Chorleitung    | Label          |
| ---- | ---------------- | -------------- | -------------- |
| 1981 | Die Brückenbauer | Klaus Heizmann | Hänssler Music |
| 1989 | Komme, was mag   | Bertold Engel  | Hänssler Music |
| 1995 | It’s All Right   | Bertold Engel  | Hänssler Music |

### Mitwirkung
| Jahr     | Titel           | Chorleitung    | Label                                      | Anmerkungen                                                               |
| -------- | --------------- | -------------- | ------------------------------------------ | ------------------------------------------------------------------------- |
| 1978     | Der junge Sound | Klaus Heizmann | Hänssler Music LP 99.109                   |                                                                           |
| 1981 (?) | Kreise ziehen   | Klaus Heizmann | Musisches Bildungszentrum St. Goar LP 5002 | Benefizveröffentlichung zugunsten des Musischen Bildungszentrums St. Goar |

### Gastauftritte
| Jahr | Titel                   | Hauptkünstler  | Chorleitung    | Label          |
| ---- | ----------------------- | -------------- | -------------- | -------------- |
| 1978 | Wer von der Liebe singt | Hella Heizmann | Klaus Heizmann | Hänssler Music |

### Sampler
| Jahr | Titel                  | Verlag         |
| ---- | ---------------------- | -------------- |
| 1992 | Highlights 4           | Hänssler Music |
| 1993 | The Best Of Gospel     | Hänssler Music |
| 1998 | Let The Praise Begin   | Hänssler Music |
| 1998 | Let The Praise Begin 2 | Hänssler Music |
| 1999 | Von Gott geliebt       | Hänssler Music |